# Марк Гавий Орфит
Марк Га́вий Орфи́т (лат. Marcus Gavius Orfitus; умер после 165 года) — древнеримский политический деятель из знатного плебейского рода Гавиев, ординарный консул 165 года.

## Биография
О происхождении Орфита, кроме того обстоятельства, что он принадлежал к нобилям Гавиям, ничего неизвестно. В 165 году он занимал должность ординарного консула совместно с Луцием Аррием Пудентом.